# Ralph Copeland

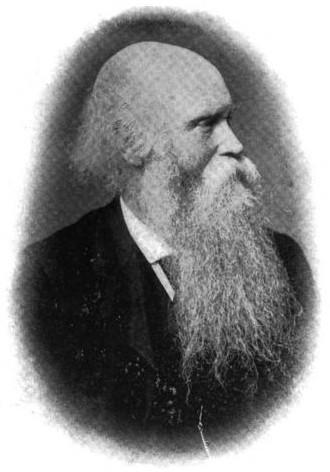
Ralph Copeland.

Ralph Copeland (Lancashire, 3 de septiembre de 1837 - Edimburgo, 27 de octubre de 1905) fue un astrónomo británico. A partir del 29 de enero de 1889 hasta 1905 se desempeñó como Astrónomo Real de Escocia.
Descubrió 35 objetos NGC, la mayoría de ellos con el telescopio reflector de 72-pulgadas de William Parsons, tercer Conde de Rosse. 

## Epónimos
Una agrupación de galaxias en la constelación de Leo, descubiertas por él, reciben el nombre de Septeto de Copeland.